# Conesa (Spanyolország)
Conesa egy község Spanyolországban, Tarragona tartományban. Conesa Savallà del Comtat, Santa Coloma de Queralt, Les Piles, Sarral, Tarragona, Rocafort de Queralt, Forès, Passanant i Belltall és Vallfogona de Riucorb községekkel határos. Lakosainak száma 113 fő (2024).

## Népesség
A település népessége az elmúlt években az alábbi módon változott:
| Lakosok száma | 173  | 555  | 475  | 297  | 137  | 128  | 124  | 122  | 103  | 113  |
|               | 1717 | 1887 | 1936 | 1960 | 1986 | 2004 | 2009 | 2014 | 2019 | 2024 |